# WTA Louisville
Das WTA Louisville war ein professionelles Tennisturnier der WTA Tour, das 1971 in Louisville, Kentucky, Vereinigte Staaten unter dem Namen Virginia Slims of Louisville ausgetragen wurde.
Für 2016 war ursprünglich wieder ein Turnier in Louisville geplant, es wurde aber im Juni 2016 wegen unvorhersehbaren Ereignissen auf das nächste Jahr verschoben.

## Endspiele

### Einzel
| Jahr | Siegerin         | Finalgegnerin | Ergebnis      |
| ---- | ---------------- | ------------- | ------------- |
| 1971 | Billie Jean King | Rosie Casals  | 6:1, 4:6, 6:3 |

### Doppel
| Jahr | Siegerinnen                | Finalgegnerinnen           | Ergebnis      |
| ---- | -------------------------- | -------------------------- | ------------- |
| 1971 | Françoise Dürr Judy Tegart | Kerry Melville Betty Stöve | 2:6, 6:4, 6:3 |